# Анагустай
Анагустай (рос. Анагустай) — село Кяхтинського району, Бурятії Росії. Входить до складу Шарагольського сільського поселення.
Населення — 102 особи (2010 рік).